# Thomas Abbt
Thomas Abbt (Ulma, 25 novembre 1738 – Bückeburg, 3 novembre 1766) è stato un matematico e filosofo tedesco.
Dopo aver frequentato le scuole secondarie a Ulma, nel 1756 studiò teologia, filosofia e matematica all'Università di Halle. Nel 1760 fu nominato professore di filosofia all'Università di Francoforte, dove nel 1761 scrisse l'opera più nota, il Vom Tode für das Vaterland (Sul morire per la Patria).
Impose all'attenzione degli editori le Literaturbriefe (Lettere letterarie) di Gotthold Ephraim Lessing, del quale volle imitare lo stile e scrisse un gran numero di saggi storici, politici, letterari e filosofici.
Insegnò per breve tempo filosofia e matematica anche all'Università di Berlino, da lui definita sprezzantemente un luogo in cui non si conoscono i nomi di Ramler, Moses e Lessing. Dall'autunno del 1761 passò all'insegnamento della matematica a Rinteln. Nel 1765 scrisse il Vom Verdienste (Sul guadagno). 
Viaggiò per nove mesi in Francia, visitando Voltaire nella sua casa di Ferney e fece escursioni sulle Alpi savoiarde. Al suo ritorno in Germania gli furono offerti la docenza nell'Università di Marburgo e un impiego a Bückeburg come conciliatore alla corte del conte Wilhelm von Schaumburg-Lippe, che accettò. Il conte era particolarmente interessato ai progetti di Abbt di scrivere una storia dell'imperatore Massimiliano I e alla traduzione delle opere di Sallustio, ma Abbt morì pochi mesi dopo. 
Di lui Herder scrisse che «morì troppo presto per la Germania e per la sua lingua».

## Opere
- Untersuchung, ob Gott selbst Moses begraben habe (1757)
- Vom Tode für das Vaterland (1761)
- Vom Verdienste (1765)
- Gedanken von der Einrichtung der ersten Studien eines jungen Herrn von Stand (1765)